# Slipknot
Slipknot (транскр.  Слипнот) је амерички ну метал бенд пореклом из Де Мојна, Ајова. Тренутни чланови бенда су Сид Вилсон, Џеј Ваинберг, Тортиља Мен, Џим Рут, Крег Џонс, Шон Крахан, Мик Томпсон, Алесандро Венторела, и Кори Тејлор. Бенд је основан 1995. године, имају 6 издата студијска албума, три уживо албума и тренутно имају потписан уговор са Roadrunner Records.
Бенд је формиран крајем 1995. године. Први албум им је био Mate. Feed. Kill. Repeat 1996. године. Албум Slipknot је издат 1999. године, а потом Iowa 2001. године,  Vol. 3: The Subliminal Verses 2004. године,  All Hope Is Gone 2008. године, The Gray Chapter 2014. године.
Њихов последњи албум је We Are Not Your Kind, издат октобра 2019. године.
Басиста Пол Греј (38) је пронађен мртав 24. маја 2010. године под неразјашњеним околностима.

## Историја

### Ране године (1995—1998)
Рана постава бенда је била: удараљке Шон Крахан, певач Андерс Колсефини и басиста Пол Греј, уз помоћ гитариста Донија Стила и Кван Нонга.

## Музика
Мешавина Алтернативне метал, Ну метал, Хеви метал и Треш метал музике помогла им је да постану један од најпопуларнијих бендова крајем 1990-их. Томе је допринео театралан изглед којим су пленили пажњу: увек су наступали носећи ручно израђене маске. Када се томе придода мистериозна анонимност, стихови препуни нихилизма и тамне стране живота, успех им је био загарантиран.

## Дискографија

### Студијски албуми
- (1996)
- (1998)
- (1999)
- (2001)
- (2004)
- (2008)
- (2014)
- (2019)
- (2022)

### Синглови[1]
- (1999)
- (2000)
- (2001)
- (2002)
- (2004)
- (2004)
- (2005)[2]
- (2008)
- (2008)
- (2008)
- (2009)
- (2009)
- (2014)
- (2014)
- (2014)
- (2018)
- (2019)
- (2019)
- (2019)
- (2021)
- (2022)
- (2022)
- (2023)
- (2025)

### Видеографија
- Disasterpieces (2002)[3]
- Welcome To Our Neighborhood (2003) (VHS 1999)[4]
- Voliminal: Inside the Nine (2006)[5]

## Галерија
- Концерт групе на фестивалу Бекс Рок, 2005.
- Група у Мадриду, 2019.
- Џим Рут, гитариста групе током концерта 2013.